# ICEA Building
ICEA Building är en 69 meter hög skyskrapa i centrala Nairobi, byggd 1981. Byggnaden rymmer försäkringsbolaget ICEA:s (Insurance Company of East Africa) huvudkontor och byggdes på deras uppdrag.